# Deux acteurs pour un rôle
 (février 2018).
Deux acteurs pour un rôle est une nouvelle fantastique de Théophile Gautier et publiée pour la première fois en juillet 1841. Cette oeuvre est composée de trois parties ainsi déclinées :  Un rendez-vous au jardin impérial, Le Gasthof de l'aigle à deux têtes, Le théâtre de la porte de Carinthie.
Un comédien viennois, Henrich, remporte tous les soirs un succès considérable dans le rôle du Démon. Une nuit, pourtant, au Gasthof de l'Aigle à deux têtes, un inconnu conteste son interprétation et, pour convaincre l'assistance, il démontre ce qu'est un vrai rire diabolique. Quelques jours plus tard, le même homme surgit pendant un entracte dans les coulisses du théâtre, fait disparaître Henrich et se substitue à lui sur la scène : toute la salle acclame son jeu éblouissant. On l'a deviné : cet inconnu est le Diable en personne. À la fin du spectacle, le malheureux Henrich est découvert sous le plancher du théâtre, les épaules déchirées de terribles griffures. Effrayé par son aventure, il renonce à sa carrière de comédien  et se marie avec Katy, celle qui l'aime.

## Résumé

### Un rendez-vous au jardin impérial
Le récit a pour décor le Jardin Impérial de Vienne. Il s'agit d'un rendez-vous entre un jeune homme et une jeune femme , dont nous ne connaissons pas totalement les identités. Les informations que nous avons à propos de l'homme sont qu'il est "d'une élégance un peu théâtrale", il a une vingtaine d'années et " il semble drôle ".Les informations que nous avons au sujet de la femme sont qu'elle a un air bourgeois , ressemblant à la "statuette de la frileuse" et elle est croyante.
Nous apprenons que le nom du jeune homme est Henrich et que le nom de la jeune femme est Katy. Henrich est un comédien. Il joue le rôle du diable au théâtre de la Porte de la Carinthie. Katy n'apprécie pas son rôle car elle craint qu'il soit pris à son propre piège et qu'il soit possédé par le vrai diable.

### Le Gasthof de l'aigle à deux têtes
Dans cet extrait, Henrich, le personnage principal, se trouve dans une brasserie, le Gasthof de l'aigle à deux têtes, où tout le monde l'admire et le respecte, excepté un vieil homme qui est assis au fond de la salle. Il ne prend pas part aux exclamations. Subitement, un des jeunes fans ne supportant pas la nonchalance du vieillard, lui demande son opinion sur le rôle du démon  qu'a joué Henrich. L'homme dont l'apparence est effrayante, démontre son avis totalement opposé, en réalisant le rire le plus diabolique et sardonique qui existe, qui pousse tout le monde à l'imiter et, d'un coup, l'inconnu disparait.

### Le théâtre de la porte de Carinthie
Dans cet extrait, Henrich , comédien ,joue le rôle d'un diable dans une pièce de théâtre. En attendant patiemment de monter sur scène, il s'aperçoit qu'il n'est pas tout seul. Il se fait enfermer de force dans le sous-sol par le mysterieux homme appelé " l'inconnu du Gasthof " qui n'est autre que le Diable . Henrich se fait étrangler au point de ne pas pouvoir demander de l'aide et se fait voler son rôle par le Diable. Le public adore sa représentation. À la suite de cela, Henrich décide d'arrêter le théâtre , même si le directeur lui propose un engagement des plus avantageux. Il ne se soucie nullement de risquer son salut une seconde fois et ne pourra jamais égaler l'inconnu du Gasthof (le Diable), sa redoutable doublure. Après deux ou trois ans, il touche un petit héritage, se marie avec Katy et envisage leur avenir.

## Adaptations
- Narration audio de la nouvelle fantastique de Théophile Gautier "Deux Acteurs pour un Rôle" disponible sur Youtube (durée : 28:45 )

- Narration audio de la nouvelle fantastique de Théophile Gautier "Deux Acteurs pour un Rôle" disponible sur Youtube (durée: 22:51 )

- Projet réalisé en DSAA à l'Académie d'Arts, d'Architecture et de Design, Prague (Erasmus)

- Site de Théophile Gautier 1811-1872 "Deux Acteurs pour un Rôle"

## Éditions
- 1841  Deux acteurs pour un rôle : Le Musée des familles, tome VIII, juillet 1841, pp. 296-300, sous la rubrique "Fantaisies littéraires"
- 1850 Deux acteurs pour un rôle, tome I de La Peau de tigre (éditeur Souverain)
- 1875 Charpentier, qui comprennent Onuphrius, La Cafetière et Deux acteurs pour un rôle.
- 1966 WHYTE, Peter, « Gérard de Nerval, inspirateur d'un conte de Gautier : Deux acteurs pour un rôle », Revue de littérature comparée, XL, p. 474-478.